# Ганц (Штирия)
Ганц (нем. Ganz (Steiermark)) — коммуна (нем. Gemeinde) в Австрии, в федеральной земле Штирия. 
Входит в состав округа Мюрццушлаг.  Население составляет 373 человека (на 31 декабря 2005 года). Занимает площадь 32,12 км². Официальный код  —  61303.

## Политическая ситуация
Бургомистр коммуны — Петер Хофбауэр (АНП) по результатам выборов 2005 года.
Совет представителей коммуны (нем. Gemeinderat) состоит из 9 мест.
- АНП занимает 7 мест.
- СДПА занимает 1 место.
- АПС занимает 1 место.